# ギリシャの政党
ギリシャの政党では、ギリシャの政党について説明する。

## 概説
ギリシャでは民政移管以降、中道右派・保守主義政党の新民主主義党（ND）、中道左派・社会民主主義政党の全ギリシャ社会主義運動（PASOK）による二大政党制が続いてきており、どちらかが政権を担う構図が続いていた。
しかし、2010年に巨額の債務隠しが発覚し、それに端を発した経済危機と二大政党による欧州連合からの緊縮財政要求の受け入れは有権者の不満を増大させ、小規模な政治運動への支持が拡大。2012年5月の議会選挙、および6月の再選挙では二大政党の一翼を担ってきたPASOKが惨敗して第3党に転落、それまで少数政党だった急進左派連合（SYRIZA）が第二党に躍進するなど議会は多党化。
2015年1月に行われた総選挙ではSYRIZAが第1党に躍進、NDは第2党に後退、同党と連立与党を構成していたPASOKは第6党に後退し、これまでのギリシャの政党システムは大きく変化した。

## 政党の一覧

### 議会に議席を有している政党
- 新民主主義党（ND、中道右派）
- 急進左派連合（SYRIZA、左派）
- PASOK・変革のための運動（中道左派）
- ギリシャ共産党（左派）
- ギリシャの解決策（右派）
- スパルタンズ（極右）
- 民主愛国運動「勝利」（極右）
- 自由への道のり（左派）

（2023年8月現在議席数順）

### その他の現存政党
- 国民正統派運動[3]（LA.O.S.、極右）
- 民主左派（DIMAR、中道左派）
- 民主社会主義運動（KIDSO、中道左派）
- 独立ギリシャ人（中道右派）
- 黄金の夜明け（極右）
- 人民連合 (ギリシャ)（LAE、極左）

### かつて存在した政党
- 日本党 (ギリシャ)
- ポタミ（中道）